# Marcello Bergamo
Marcello Bergamo (Ponte di Piave, Treviso, Vèneto, 16 de desembre de 1946) és un ciclista italià, ja retirat, que fou professional entre 1969 i 1978. El seu germà Emmanuele també fou ciclista professional. En el seu palmarès destaquen la Milà-Torí de 1973 i la general de la Volta a Llevant de 1974.

## Palmarès
- 1970
  - 1r al Gran Premi de la Indústria i el Comerç de Prato
  - Vencedor d'una etapa de la Tirrena-Adriàtica
- 1971
  - Vencedor d'una etapa del Tour de Romandia
- 1973
  - 1r a la Milà-Torí
  - Vencedor d'una etapa del Tour de Romandia
- 1974
  - 1r al Giro de Campania
  - 1r a la Volta a Llevant i vencedor d'una etapa
  - 1r al Circuit de Premeno
  - Vencedor d'una etapa del Giro de Puglia

### Resultats al Giro d'Itàlia
- 1969. 23è de la classificació general
- 1970. 27è de la classificació general
- 1971. Abandona (3a etapa)
- 1972. 13è de la classificació general
- 1973. Abandona (11a etapa)
- 1974. Abandona (18a etapa)
- 1975. 20è de la classificació general
- 1976. Abandona (20a etapa)
- 1977. 87è de la classificació general

### Resultats al Tour de França
- 1976. 38è de la classificació general